# Сан Мартин (Калифорнија)
Сан Мартин (енгл. San Martin) насељено је место без административног статуса у америчкој савезној држави Калифорнија.

## Демографија
По попису из 2010. године број становника је 7.027, што је 2.797 (66,1%) становника више него 2000. године.
| Група             | 2000.         | 2010.         |
| Белци             | 2.122 (50,2%) | 3.114 (44,3%) |
| Афроамериканци    | 35 (0,8%)     | 27 (0,4%)     |
| Азијати           | 259 (6,1%)    | 470 (6,7%)    |
| Хиспаноамериканци | 1.667 (39,4%) | 3.249 (46,2%) |
| Укупно            | 4.230         | 7.027         |